# Dubna 48K
Dubna 48K (Дубна 48К) är en ZX Spectrum-klon tillverkad i Sovjetunionen, baserad på Zilogs mikroprocessor Z80.